# Cinemateca (RTP2)
Cinemateca foi uma rubrica de exibição de cinema que existiu na RTP2, onde foram exibidos os mais célebres filmes mudos da 7ª Arte.

## Filmes Exibidos na Cinemateca
Os filmes que foram estreados em televisão na "Cinemateca" foram dos mais variados tipos e os que mais fizeram sucesso na televisão, como demonstra a lista dos seguintes exemplos que apresentamos de filmes que foram estreados, exibidos ou reexibidos na rubrica "Cinemateca":

### 1976
| Dia de exibição        | Titulo do filme e ano              | País de origem | Elenco principal                                                                                         | Tempo de exibição   |
| ---------------------- | ---------------------------------- | -------------- | --- | ------------------- |
| 6 de novembro de 1976  | Apresentação                       | Apresentação   | Apresentação                                                                                             | 35 minutos          |
| 13 de novembro de 1976 | O Primo Basílio (1923)             | Portugal       | Amélia Rey Colaço, Raul de Carvalho, Arthur Duarte, Robles Monteiro, Regina Montenegro, António Pinheiro | 1 hora e 15 minutos |
| 20 de novembro de 1976 | O Primo Basílio (1923)             | Portugal       | Amélia Rey Colaço, Raul de Carvalho, Arthur Duarte, Robles Monteiro, Regina Montenegro, António Pinheiro | 1 hora e 10 minutos |
| 27 de novembro de 1976 | Os Lobos (1923)                    | Portugal       | Joaquim Almada, Francisco Amores, Joaquim Avelar                                                         | 1 hora e 5 minutos  |
| 4 de dezembro de 1976  | O Táxi nº 9297 (1927)              | Portugal       | Alves da Costa, Maria Emília Castelo Branco, Alberto Miranda                                             | 55 minutos          |
| 11 de dezembro de 1976 | Rita ou Rito? (1927)               | Portugal       | Alves da Costa, Fernanda Alves da Costa, Alberto Miranda                                                 | 1 hora              |
| 18 de dezembro de 1976 | Nazaré, Praia de Pescadores (1929) | Portugal       | | 50 minutos          |
| 18 de dezembro de 1976 | Alfama, Gente do Mar (1930)        | Portugal       | | 50 minutos          |

### 1977
| Dia de exibição         | Titulo do filme e ano            | País de origem | Elenco principal | Tempo de exibição   |
| ----------------------- | -------------------------------- | -------------- | --- | ------------------- |
| 8 de janeiro de 1977    | Maria do Mar (1930)              | Portugal       | Rosa Maria, Oliveira Martins, Adelina Abranches | 1 hora e 20 minutos |
| 15 de janeiro de 1977   | Lisboa, Crónica Anedótica (1930) | Portugal       | Adelina Abranches, Chaby Pinheiro, Beatriz Costa, Alves da Cunha, Irene Isidro, Estevão Amarante, Maria Lalande, Nascimento Fernandes, Ester Leão, Vasco Santana, Teresa Gomes, Augusto de Melo, Aura Abranches, Costinha, Josefina Silva, Alfredo Ruas, Adelina Fernandes, Eugénio Salvador | 1 hora e 20 minutos |
| 22 de janeiro de 1977   | Os Olhos da Múmia (1918)         | Alemanha       | Pola Negri, Harry Liedtke, Emil Jannings | 1 hora              |
| 29 de janeiro de 1977   | O Outro (1917)                   | França         | Yvette Andréyor, René Cresté, Yvonne Dario, Louis Leubas, Édouard Mathé | 1 hora e 5 minutos  |
| 5 de fevereiro de 1977  |                                  |                | | 1 hora e 20 minutos |
| 12 de fevereiro de 1977 | O Romance de Tillie (1914)       | Estados Unidos | Charles Chaplin, Marie Dressler, Mabel Normand, Mack Swain, Chester Conklin | 1 hora e 20 minutos |
| 19 de fevereiro de 1977 | Down to the Sea in Ships (1923)  | Estados Unidos | William Cavanaugh, Anita Louise, Clara Bow, Marguerite Courtot, Raymond McKee | 1 hora e 5 minutos  |
| 26 de fevereiro de 1977 | O Cavalo de Ferro (1924)         | Estados Unidos | George O'Brien, Madge Bellamy, Charles Edward Bull, Cyril Chadwick, Will Walling | 2 horas             |
| 5 de março de 1977      | 7th Heaven (1927)                | Estados Unidos | Janet Gaynor, Charles Farrell | 1 hora e 50 minutos |
| 12 de março de 1977     | A Caravana Gloriosa (1923)       | Estados Unidos | J. Warren Kerrigan, Lois Wilson, Alan Hale | 1 hora e 5 minutos  |
| 19 de março de 1977     |                                  |                | | 1 hora e 15 minutos |
| 26 de março de 1977     | Mulher Ganso (1925)              | Estados Unidos | Jack Pickford, Louise Dresser, Constance Bennett | 1 hora e 30 minutos |
| 2 de abril de 1977      | O Pequeno Gigante (1926)         | Estados Unidos | Glenn Hunter, Edna Murphy, David Higgins | 1 hora e 15 minutos |
| 16 de abril de 1977     | What Price Glory (1926)          | Estados Unidos | Victor McLaglen, Edmund Lowe, Dolores del Rio | 2 horas e 3 minutos |
| 23 de abril de 1977     | Beau Brummell (1924)             | Estados Unidos | John Barrymore, Mary Astor, Carmel Myers, Willard Louis, Irene Rich | 1 hora e 58 minutos |
| 30 de abril de 1977     |                                  |                | | 1 hora              |
| 7 de maio de 1977       | Coração Corajoso (1925)          | Estados Unidos | Rod La Rocque, Lillian Rich | 45 minutos          |
| 14 de maio de 1977      | A Vingança de Tom Mix            | Estados Unidos | Tom Mix | 1 hora e 5 minutos  |
| 21 de maio de 1977      | O Código do Man                  | Estados Unidos | | 1 hora              |
| 28 de maio de 1977      | Beau Geste (1939)                | Estados Unidos | Gary Cooper, Ray Milland, Robert Preston, Susan Hayward | 1 hora e 43 minutos |
| 4 de junho de 1977      |                                  |                | | 58 minutos          |
| 11 de junho de 1977     |                                  |                | | 58 minutos          |
| 18 de junho de 1977     |                                  |                | | 58 minutos          |
| 25 de junho de 1977     | Pandora (1951)                   | Estados Unidos | Ava Gardner, James Mason, Nigel Patrick, Sheila Sim, Harold Warrender, Mario Cabré | 1 hora e 38 minutos |

### 1978
| Dia de exibição         | Titulo do filme e ano                               | País de origem                                      | Elenco principal | Tempo de exibição      |
| Ciclo Alfred Hitchcock  | Ciclo Alfred Hitchcock                              | Ciclo Alfred Hitchcock                              | Ciclo Alfred Hitchcock | Ciclo Alfred Hitchcock |
| ----------------------- | --------------------------------------------------- | --------------------------------------------------- | --- | ---------------------- |
| 26 de fevereiro de 1978 | Retrospetiva da "Época Inglesa" de Alfred Hitchcock | Retrospetiva da "Época Inglesa" de Alfred Hitchcock | Retrospetiva da "Época Inglesa" de Alfred Hitchcock | 1 hora e 45 minutos    |
| 5 de março de 1978      | A Mulher do Lavrador (1929)                         | Reino Unido                                         | Jameson Thomas, Lillian Hall-Davis, Gordon Harker | 2 horas e 15 minutos   |
| 19 de março de 1978     | O Homem da Ilha do Homem (1929)                     | Reino Unido                                         | Carl Brisson, Malcolm Keen, Anny Ondra, Randle Ayrton, Clare Greet | 1 hora e 35 minutos    |
| 26 de março de 1978     | Chantagem (1929)                                    | Reino Unido                                         | Anny Ondra, Sara Allgood, Charles Paton, John Longden, Donald Calthrop | 1 hora e 20 minutos    |
| 2 de abril de 1978      | Assassínio (1930)                                   | Reino Unido                                         | Herbert Marshall, Norah Baring, Phyllis Konstam, Edward Chapman | 1 hora e 30 minutos    |
| 9 de abril de 1978      | Ricos e Estranhos (1931)                            | Reino Unido                                         | Henry Kendall, Joan Barry, Percy Marmont | 1 hora e 30 minutos    |
| 16 de abril de 1978     | Número 17 (1932)                                    | Reino Unido                                         | John Stuart, Anne Grey, Leon M. Lion, Donald Calthrop, Barry Jones, Ann Casson | 1 hora e 30 minutos    |
| Ciclo Leitão de Barros  |                                                     |                                                     | |                        |
| 23 de abril de 1978     | Maria do Mar (1930)                                 | Portugal                                            | Rosa Maria, Oliveira Martins, Adelina Abranches | 1 hora e 40 minutos    |
| 30 de abril de 1978     | Lisboa, Crónica Anedótica (1930)                    | Portugal                                            | Adelina Abranches, Chaby Pinheiro, Beatriz Costa, Alves da Cunha, Irene Isidro, Estevão Amarante, Maria Lalande, Nascimento Fernandes, Ester Leão, Vasco Santana, Teresa Gomes, Augusto de Melo, Aura Abranches, Costinha, Josefina Silva, Alfredo Ruas, Adelina Fernandes, Eugénio Salvador | 1 hora e 20 minutos    |
| 7 de maio de 1978       | A Severa (1931)                                     | Portugal                                            | Dina Teresa, António Luís Lopes | 1 hora e 55 minutos    |
| 14 de maio de 1978      | As Pupilas do Senhor Reitor (1935)                  | Portugal                                            | Joaquim Almada, Maria Matos, António Silva | 1 hora e 45 minutos    |
| 21 de maio de 1978      | Maria Papoila (1937)                                | Portugal                                            | Mirita Casimiro, António Silva, Eduardo Fernandes, Alves da Costa | 1 hora e 40 minutos    |
| 28 de maio de 1978      | Ala-Arriba! (1942)                                  | Portugal                                            | Luís Pinto, Maria Mesquita | 1 hora e 30 minutos    |
| 4 de junho de 1978      | Camões (1946)                                       | Portugal                                            | António Vilar, Igrejas Caeiro, Leonor Maia, José Amaro | 2 horas e 5 minutos    |
|                         |                                                     |                                                     | |                        |
| 18 de junho de 1978     | O Monte dos Vendavais (1939)                        | Estados Unidos                                      | Merle Oberon, Laurence Olivier, David Niven, Flora Robson | 1 hora e 50 minutos    |
| 25 de junho de 1978     | Luta sem Tréguas                                    |                                                     | | 1 hora e 30 minutos    |
| 2 de julho de 1978      | O Amor de Joana Ney (1927)                          | Alemanha                                            | Édith Jéhanne, Uno Henning, Fritz Rasp | 1 hora e 50 minutos    |
| 9 de julho de 1978      | Das Mädel vom Montparnasse (1932)                   | Alemanha · França                                   | Alfred Abel, Fritz Schulz, Ehmi Bessel | 1 hora e 30 minutos    |
| 16 de julho de 1978     | Eva e o Gafanhoto (1927)                            | Alemanha                                            | Camilla Horn, Gustav Fröhlich, Warwick Ward, Maria Andrejewa, Bruno Kastner, Hans Mierendorff, Hertha von Walther | 1 hora e 50 minutos    |

## Ligações Externas
- Diário de Lisboa, Fundação Mário Soares.
- Rádio e Televisão de Portugal
- Revista "Rádio e Televisão"
- Comarca de Arganil